# ティグラト・ピレセル1世

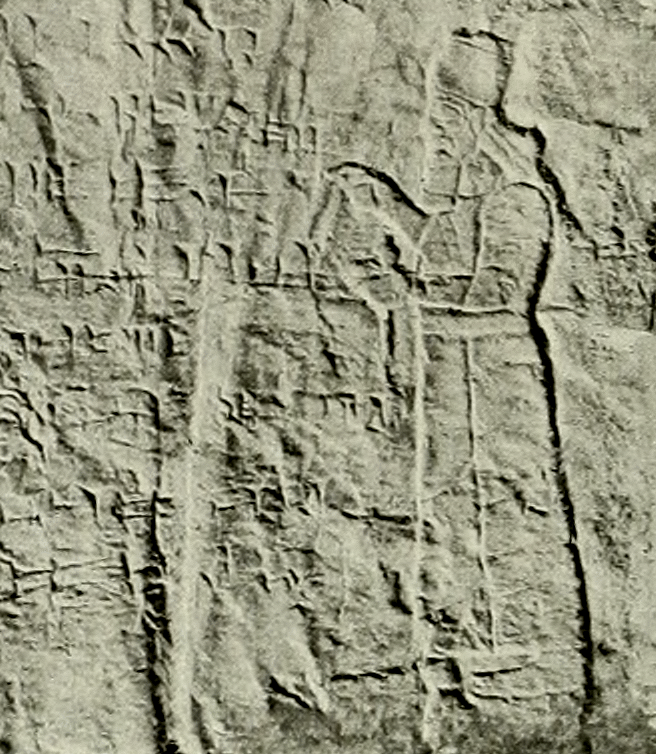
ティグラト・ピレセル1世

ティグラト・ピレセル1世（Tiglath Pileser、在位紀元前1115年 - 紀元前1077年）中アッシリア王国時代のアッシリアの王。アッカド語ではトゥクルティ・アピル・エシャラ(Tukulti apil Esharra)と表記される。名前の意味は「我が頼りとするはエシャラの息子」。アッシリアの領土を大幅に拡大したが晩年はアラム人の侵入に悩まされ、彼自身は暗殺された。年代記を残した最古のアッシリア王でもある。

## 来歴
アッシュール・レシュ・イシ1世の息子として生まれた。彼は即位した後の最初の5年でアナトリアのミタンニ故地に数多く成立していたフルリ人の小国群に遠征を行ってこれらを征服した他、ユーフラテス川を超えて地中海まで軍を進めた。アッシリアの王が地中海に到達したのはこの時が初めてである。このほかカッパドキア地方のキリキア人を攻撃してこれらも征服した。この業績を持って「42の国を征服した」と記録にはある。更にイシン第2王朝（バビロン第4王朝）のマルドゥク・ナディン・アヘ王と戦ってこれを破り、北部バビロニアを獲得した。
彼の時代に「中期アッシリア法典」が作成されたといわれている。これは中アッシリア時代のアッシリア社会を知る上で重要な情報を我々に提供しており、女性に関する規定が多いことで知られる。
しかしこの頃から各地で大規模な飢饉が発生し、それに伴うアラム人の侵入によって国内が混乱した。これに対処するためにたびたび西方遠征を行ったが大きな成果があったのかは不明である。このアラム人の侵入は旧約聖書以外の史料でアラム人について記録されたものとして最古のものである。
紀元前1077年に暗殺され、その後アシャレド・アピル・エクルが王位についた。